# Liste des matchs de l'équipe d'Espagne féminine de basket-ball par adversaire
Cette liste présente les matchs de l'Équipe d'Espagne féminine de basket-ball par adversaire rencontré depuis son premier match en 1963.
- Haut – A
- B
- C
- D
- E
- F
- G
- H
- I
- J
- K
- L
- M
- N
- O
- P
- Q
- R
- S
- T
- U
- V
- W
- X
- Y
- Z

## A

### Albanie
|   | Date           | Lieu          | Match             | Score | Compétition                 |
| 1 | 8 juillet 1991 | Thessalonique | Espagne - Albanie | 94-76 | Jeux méditerranéens de 1991 |

| Type                | Rencontres | Victoires | Défaites | Points pour | Points contre | Différence |
| ------------------- | ---------- | --------- | -------- | ----------- | ------------- | ---------- |
| Jeux méditerranéens | 1          | 1         | 0        | 94          | 76            | +18        |
| Total               | 1          | 1         | 0        | 94          | 76            | +18        |

### Allemagne
|    | Date              | Lieu             | Match               | Score | Compétition                             |
| 1  | 2 septembre 1974  | Sassari          | RFA - Espagne       | 49-41 | Eurobasket 1974                         |
| 2  | 21 avril 1976     | Alcoy            | Espagne - RFA       | 62-60 | Qualification Championnat d'Europe 1976 |
| 3  | 24 mai 1976       | Clermont-Ferrand | RFA - Espagne       | 50-41 | Eurobasket 1976                         |
| 4  | 27 mai 1978       | Wolfenbüttel     | RFA - Espagne       | 66-63 | Qualification Championnat d'Europe 1978 |
| 5  | 29 mai 1978       | Poznań           | Espagne - RFA       | 71-64 | Eurobasket 1978                         |
| 6  | 6 avril 1980      | Vigo (Espagne)   | Espagne - RFA       | 63-49 | Qualification Championnat d'Europe 1980 |
| 7  | 18 septembre 1983 | Budapest         | Espagne - RFA       | 64-63 | Eurobasket 1983                         |
| 8  | 30 août 1985      | Cherbourg        | Espagne - RFA       | 67-56 | Match amical                            |
| 9  | 30 avril 1988     | Gdańsk           | Espagne - RFA       | 92-61 | Match amical                            |
| 10 | 13 mai 1988       | Naantali         | Espagne - RFA       | 76-70 | Qualification Championnat d'Europe 1989 |
| 11 | 29 décembre 1990  | Pozuelo          | Espagne - Allemagne | 95-62 | Match amical                            |
| 12 | 15 mai 1992       | Helsinki         | Allemagne - Espagne | 95-83 | Qualification Championnat d'Europe 1993 |
| 13 | 25 mai 1995       | Ibbenbüren       | Espagne - Allemagne | 70-63 | Match amical                            |
| 14 | 26 mai 1995       | Brême            | Espagne - Allemagne | 67-61 | Match amical                            |
| 15 | 27 mai 1995       | Osnabrück        | Espagne - Allemagne | 64-50 | Match amical                            |
| 16 | 4 mai 1996        | Toulouse         | Espagne - Allemagne | 82-76 | Match amical                            |
| 17 | 25 mai 1996       | Oviedo           | Espagne - Allemagne | 95-62 | Qualification Championnat d'Europe 1997 |
| 18 | 6 juin 1997       | Zalaegerszeg     | Allemagne - Espagne | 64-63 | Eurobasket 1997                         |
| 19 | 3 mai 1998        | Logroño          | Espagne - Allemagne | 71-67 | Match amical                            |
| 20 | 21 octobre 2001   | Nördlingen       | Espagne - Allemagne | 85-57 | Qualification Championnat d'Europe 2003 |
| 21 | 20 octobre 2002   | Vigo (Espagne)   | Espagne - Allemagne | 84-59 | Qualification Championnat d'Europe 2003 |
| 22 | 4 août 2005       | Namur            | Espagne - Allemagne | 90-60 | Match amical                            |
| 23 | 18 juin 2011      | Katowice         | Allemagne - Espagne | 79-69 | Eurobasket 2011                         |
| 24 | 20 juin 2012      | Ávila            | Espagne - Allemagne | 66-39 | Qualification Championnat d'Europe 2013 |
| 25 | 7 juillet 2012    | Nördlingen       | Espagne - Allemagne | 61-55 | Qualification Championnat d'Europe 2013 |

| Type                               | Rencontres | Victoires | Défaites | Points pour | Points contre | Différence |
| ---------------------------------- | ---------- | --------- | -------- | ----------- | ------------- | ---------- |
| Championnat d'Europe               | 6          | 2         | 4        | 342         | 368           | -26        |
| Qualification Championnat d'Europe | 10         | 8         | 2        | 738         | 612           | +126       |
| Match amical                       | 9          | 9         | 0        | 698         | 556           | +142       |
| Total                              | 25         | 19        | 6        | 1 778       | 1 536         | +242       |

### Angola
|   | Date             | Lieu      | Match            | Score | Compétition                         |
| 1 | 9 juin 1988      | Singapour | Espagne - Angola | 89-57 | Qualifications Jeux Olympiques 1988 |
| 2 | 25 mai 2008      | Palencia  | Espagne - Angola | 71-39 | Match amical                        |
| 3 | 6 septembre 2014 | Murcie    | Espagne - Angola | 90-40 | Match amical                        |

| Type                           | Rencontres | Victoires | Défaites | Points pour | Points contre | Différence |
| ------------------------------ | ---------- | --------- | -------- | ----------- | ------------- | ---------- |
| Qualifications Jeux Olympiques | 1          | 1         | 0        | 89          | 57            | +32        |
| Match amical                   | 2          | 2         | 0        | 161         | 79            | +82        |
| Total                          | 3          | 3         | 0        | 250         | 136           | +114       |

### Argentine
|   | Date              | Lieu         | Match               | Score | Compétition                          |
| 1 | 26 mai 1998       | Rotenburg    | Espagne - Argentine | 64-45 | Championnat du monde 1998 (Groupe A) |
| 2 | 4 septembre 2002  | Pontevedra   | Espagne - Argentine | 94-63 | Match amical                         |
| 3 | 16 septembre 2002 | Wuzhong      | Espagne - Argentine | 97-55 | Championnat du monde 2002 (Groupe A) |
| 4 | 13 septembre 2006 | São Paulo    | Argentine - Espagne | 90-53 | Championnat du monde 2006 (Groupe A) |
| 5 | 3 juin 2008       | Alcobendas   | Espagne - Argentine | 92-43 | Match amical                         |
| 6 | 31 mai 2016       | San Fernando | Espagne - Argentine | 73-47 | Match amical                         |
| 7 | 8 septembre 2018  | Cáceres      | Espagne - Argentine | 66-33 | Match amical                         |

| Type           | Rencontres | Victoires | Défaites | Points pour | Points contre | Différence |
| -------------- | ---------- | --------- | -------- | ----------- | ------------- | ---------- |
| Coupe du monde | 3          | 2         | 1        | 214         | 190           | +24        |
| Match amical   | 4          | 4         | 0        | 325         | 186           | +139       |
| Total          | 7          | 6         | 1        | 539         | 376           | +163       |

## D

### Danemark
|   | Date          | Lieu    | Match              | Score | Compétition                                    |
| 1 | 29 août 1974  | Sassari | Espagne - Danemark | 71-49 | Championnat d'Europe 1974 (Tour de classement) |
| 2 | 20 avril 1976 | Alcoy   | Espagne - Danemark | 95-51 | Qualifications Championnat d'Europe 1976       |
| 3 | 13 mai 1990   | Athènes | Danemark - Espagne | 62-45 | Qualifications Championnat d'Europe 1991       |

| Type                                | Rencontres | Victoires | Défaites | Points pour | Points contre | Différence |
| ----------------------------------- | ---------- | --------- | -------- | ----------- | ------------- | ---------- |
| Championnat d'Europe                | 1          | 1         | 0        | 71          | 49            | +22        |
| Qualifications Championnat d'Europe | 2          | 1         | 1        | 138         | 113           | +25        |
| Total                               | 3          | 2         | 1        | 209         | 162           | +47        |

## G

### Grande-Bretagne
|   | Date           | Lieu        | Match                     | Score | Compétition                                    |
| 1 | 28 mai 2015    | Logroño     | Espagne - Grande-Bretagne | 70-41 | Match amical                                   |
| 2 | 23 juin 2019   | Fuenlabrada | Espagne - Grande-Bretagne | 67-65 | Match amical                                   |
| 3 | 28 juin 2019   | Riga        | Espagne - Grande-Bretagne | 67-59 | Championnat d'Europe 2019 (Tour de classement) |
| 4 | 9 février 2020 | Belgrade    | Espagne - Grande-Bretagne | 79-69 | Qualifications Jeux Olympiques 2020            |

| Type                           | Rencontres | Victoires | Défaites | Points pour | Points contre | Différence |
| ------------------------------ | ---------- | --------- | -------- | ----------- | ------------- | ---------- |
| Championnat d'Europe           | 1          | 1         | 0        | 67          | 59            | +8         |
| Qualifications Jeux Olympiques | 1          | 1         | 0        | 79          | 69            | +10        |
| Match amical                   | 2          | 2         | 0        | 137         | 106           | +31        |
| Total                          | 4          | 4         | 0        | 283         | 234           | +49        |

### Grèce
|    | Date             | Lieu                | Match           | Score  | Compétition                              |
| 1  | 11 mai 1990      | Athènes             | Espagne - Grèce | 75-61  | Qualifications Championnat d'Europe 1991 |
| 2  | 9 juillet 1991   | Thessalonique       | Espagne - Grèce | 82-69  | Jeux méditerranéens de 1991              |
| 3  | 28 décembre 1991 | Pozuelo             | Espagne - Grèce | 104-55 | Match amical                             |
| 4  | 6 mai 1992       | Madrid              | Espagne - Grèce | 76-64  | Match amical                             |
| 5  | 8 mai 1992       | Cuenca (Espagne)    | Espagne - Grèce | 92-62  | Match amical                             |
| 6  | 17 mai 1998      | Daruvar             | Espagne - Grèce | 68-53  | Qualifications Championnat d'Europe 1999 |
| 7  | 29 août 2005     | Glyfáda             | Espagne - Grèce | 63-58  | Match amical                             |
| 8  | 11 juin 2009     | Riga                | Espagne - Grèce | 67-48  | Championnat d'Europe 2009 (Groupe E)     |
| 9  | 2 septembre 2010 | Lugo (Espagne)      | Espagne - Grèce | 80-39  | Match amical                             |
| 10 | 9 juin 2011      | Istanbul            | Espagne - Grèce | 71-57  | Match amical                             |
| 11 | 21 mai 2015      | Santander (Espagne) | Espagne - Grèce | 79-39  | Match amical                             |
| 12 | 9 septembre 2018 | Cáceres (Espagne)   | Espagne - Grèce | 82-56  | Match amical                             |

| Type                                | Rencontres | Victoires | Défaites | Points pour | Points contre | Différence |
| ----------------------------------- | ---------- | --------- | -------- | ----------- | ------------- | ---------- |
| Championnat d'Europe                | 1          | 1         | 0        | 67          | 48            | +19        |
| Qualifications Championnat d'Europe | 2          | 2         | 0        | 143         | 114           | +29        |
| Jeux méditerranéens                 | 1          | 1         | 0        | 82          | 69            | +13        |
| Match amical                        | 8          | 8         | 0        | 647         | 430           | +217       |
| Total                               | 12         | 12        | 0        | 939         | 661           | +278       |

## I

### Irlande
|   | Date         | Lieu    | Match             | Score | Compétition                              |
| 1 | 25 mars 1978 | Irlande | Espagne - Irlande | 73-49 | Qualifications Championnat d'Europe 1978 |
| 2 | 8 avril 1983 | Irlande | Espagne - Irlande | 85-59 | Qualifications Championnat d'Europe 1983 |

| Type                                | Rencontres | Victoires | Défaites | Points pour | Points contre | Différence |
| ----------------------------------- | ---------- | --------- | -------- | ----------- | ------------- | ---------- |
| Qualifications Championnat d'Europe | 2          | 2         | 0        | 158         | 108           | +50        |
| Total                               | 2          | 2         | 0        | 158         | 108           | +50        |

### Islande
|   | Date            | Lieu      | Match             | Score  | Compétition                              |
| 1 | 24 octobre 2022 | Huelva    | Espagne - Islande | 120-54 | Qualifications Championnat d'Europe 2023 |
| 2 | 12 février 2023 | Reykjavik | Espagne - Islande | 88-34  | Qualifications Championnat d'Europe 2023 |

| Type                                | Rencontres | Victoires | Défaites | Points pour | Points contre | Différence |
| ----------------------------------- | ---------- | --------- | -------- | ----------- | ------------- | ---------- |
| Qualifications Championnat d'Europe | 2          | 2         | 0        | 208         | 88            | +120       |
| Total                               | 2          | 2         | 0        | 208         | 88            | +120       |

### Israël
|   | Date            | Lieu           | Match            | Score | Compétition                              |
| 1 | 5 avril 1980    | Vigo (Espagne) | Espagne - Israël | 83-79 | Qualifications Championnat d'Europe 1980 |
| 2 | 9 mai 1990      | Athènes        | Israël - Espagne | 86-57 | Qualifications Championnat d'Europe 1991 |
| 3 | 14 mai 1992     | Helsinki       | Espagne - Israël | 86-69 | Qualifications Championnat d'Europe 1993 |
| 4 | 22 mai 1996     | Oviedo         | Espagne - Israël | 83-59 | Qualifications Championnat d'Europe 1997 |
| 5 | 28 octobre 2001 | Madrid         | Espagne - Israël | 83-47 | Qualifications Championnat d'Europe 2003 |
| 6 | 27 octobre 2002 | Tel Aviv       | Espagne - Israël | 79-54 | Qualifications Championnat d'Europe 2003 |
| 7 | 23 juillet 2008 | Moscou         | Israël - Espagne | 69-58 | Match amical                             |

| Type                                | Rencontres | Victoires | Défaites | Points pour | Points contre | Différence |
| ----------------------------------- | ---------- | --------- | -------- | ----------- | ------------- | ---------- |
| Qualifications Championnat d'Europe | 6          | 5         | 1        | 471         | 397           | +74        |
| Match amical                        | 1          | 0         | 1        | 58          | 69            | -11        |
| Total                               | 7          | 5         | 2        | 529         | 466           | +63        |

## S

### Serbie et Monténégro
|   | Date              | Lieu        | Match                          | Score  | Compétition               |
| 1 | 9 juin 2003       | Cáceres     | Serbie et Monténégro - Espagne | 64-57  | Match amical              |
| 2 | 8 août 2003       | Guadalajara | Espagne - Serbie et Monténégro | 60-57  | Match amical              |
| 3 | 26 septembre 2003 | Patras      | Espagne - Serbie et Monténégro | 76-64  | Championnat d'Europe 2003 |
| 4 | 17 août 2005      | Riva        | Espagne - Serbie et Monténégro | 101-53 | Match amical              |
| 5 | 6 septembre 2005  | Izmir       | Espagne - Serbie et Monténégro | 69-52  | Championnat d'Europe 2005 |

| Type                 | Rencontres | Victoires | Défaites | Points pour | Points contre | Différence |
| -------------------- | ---------- | --------- | -------- | ----------- | ------------- | ---------- |
| Championnat d'Europe | 2          | 2         | 0        | 145         | 116           | +29        |
| Match amical         | 3          | 2         | 1        | 218         | 174           | +44        |
| Total                | 5          | 4         | 1        | 363         | 290           | +73        |

### Suisse
|   | Date          | Lieu           | Match            | Score | Compétition                              |
| 1 | 16 juin 1963  | Malgrat de Mar | Suisse - Espagne | 40-31 | Match amical                             |
| 2 | 18 juin 1963  | Barcelone      | Espagne - Suisse | 47-39 | Match amical                             |
| 3 | 24 mars 1970  | Badalone       | Espagne - Suisse | 58-36 | Match amical                             |
| 4 | 28 mars 1970  | Gérone         | Espagne - Suisse | 61-44 | Qualifications Championnat d'Europe 1970 |
| 5 | 11 avril 1983 | Trévise        | Espagne - Suisse | 94-61 | Qualifications Championnat d'Europe 1983 |

| Type                                | Rencontres | Victoires | Défaites | Points pour | Points contre | Différence |
| ----------------------------------- | ---------- | --------- | -------- | ----------- | ------------- | ---------- |
| Qualifications Championnat d'Europe | 2          | 2         | 0        | 155         | 105           | +55        |
| Match amical                        | 3          | 2         | 1        | 136         | 115           | +11        |
| Total                               | 5          | 4         | 1        | 291         | 220           | +71        |